# Mechanitis mazaeus
Espèce
Mechanitis mazaeus est une espèce d'insectes lépidoptères (papillons) de la famille des Nymphalidae, de la sous-famille des Danainae et du genre Mechanitis.

## Taxinomie
Mechanitis mazaeus a été décrite par William Chapman Hewitson en 1860.

## Sous-espèces
- Mechanitis mazaeus mazaeus ; présent au Brésil.
- Mechanitis mazaeus beebei Forbes, 1948 ; au Venezuela
- Mechanitis mazaeus egaensis Bates, 1862 ; présent au Brésil.
- Mechanitis mazaeus deceptus Butler, 1873 ; en Équateur et au Pérou
- Mechanitis mazaeus fallax Butler, 1873 ; en Colombie, au Brésil et au Pérou.
- Mechanitis mazaeusholmgreni Bryk, 1953 ; en Bolivie et au Pérou
- Mechanitis mazaeuslanei Fox, 1967 ; présent au Brésil.
- Mechanitis mazaeus messenoides C. & R. Felder, 1865 ; présent en Colombie.
- Mechanitis mazaeus pannifera Butler, 1877 ; présent au Surinam, en Guyane et Guyana et au Brésil.
- Mechanitis mazaeus pothetoide  s d'Almeida, 1951 ; présent au Brésil.
- Mechanitis mazaeus visenda Butler, 1877 ; présent au Brésil[1].

## Description
Mechanitis mazaeus est un papillon d'une envergure d'environ 72 mm de couleur noire et jaune avec des ailes antérieures à l'apex et la partie basale noire enserrant une très large bande jaune portant quelques taches noires et des ailes postérieures noires en partie bordées de jaune .
Le revers présente une ornementation identique.

## Biologie

### Plantes hôtes
Les plantes hôtes de ses chenilles sont des Solanum dont Solanum subnerme.

## Écologie et distribution
Mechanitis mazaeus est présent au Surinam, en Guyane et Guyana, en Équateur, en Colombie, au Venezuela,  au Brésil, en Bolivie et au Pérou.

### Biotope
Il réside dans la forêt tropicale humide.

### Protection
Pas de statut de protection particulier.